# Ileana Șipoteanu
Ileana Șipoteanu (n. 22 iulie 1967, Rucăr, județul Argeș) este o cântăreață de muzică ușoară din România.

## Activitate muzicală
În anul 1983 începe să cânte alături de formația ,,Valahia" din orașul Pitești, abordând melodii din repertoriul interpreților de muzică ușoară românească, la modă în acea vreme. Tot la Pitești urmează și cursurile Școlii Populare de Artă la clasa profesoarei Cornelia Voica.
În 1985 se angajează la Teatrul ,,Alexandru Davila" unde își desfășoară activitatea timp de 5 ani.
În 1986 are loc debutul muzical în Televiziune la emisiunea ,,Album Duminical", cu melodia în primă audiție a compozitorului Dumitru Lupu pe versurile lui Eugen Dumitru ,,Nu e greu,,.
În 1986 debutează pe scena festivalului de la Mamaia cu alte două piese în prima audiție : ,,Când amintirile le retrăiești" de Vasile V. Vasilache și ,,Nu sunt vorbe câteodată" de Dumitru Lupu
Ileana Șipoteanu a avut multe apariții de succes pe canalele românești de radio și televiziune și peste 100 de cântece înregistrate, prezentă fiind în concerte sau spectacole de revistă ale teatrelor muzicale: ,,Constantin Tănase" (București), ,,Nicolae Leonard" (Galați), ,,Majestic" (Ploiești) etc.
A mai colaborat și cu alți compozitori, cum ar fi:
Gheorghe E. Marian, Virgil Popescu, Dan Beizadea, Dan Stoian, Aurel Manolache etc.

## Premii
- 1983 - Premiul Tinereții la festivalul ,,Floare de colț,, Rucăr - jud. Argeș
- 1984 - Premiul II la festivalul ,,Floare de colț,,
- 1984 - Premiul Special – ,,Lotca de aur,, - Brăila
- 1985 - Trofeul festivalului ,,Floare de colț,,
- 1986 - Mențiune la Festivalul Mamaia
- 1987 - Titlul de laureat cu melodia ,,Ce mult te-am iubit,, - Festivalul Mamaia-comp. Dumitru            Lupu - text Mala Bărbulescu.
- 1988 - Premiul Special cu melodia ,,Băiatul care mă iubește,, festivalul Mamaia - comp. Dumitru Lupu - text Stelian Filip.
- 1988 – Premiul Presei la festivalul ,,LIRA DE AUR,, - Bratislava
- 1993 - Premiul Special cu melodia ,,Iubește-mă așa cum te iubesc, festivalul Mamaia-Dumitru Lupu - text Viorela Filip.
- 1993 - Premiul ,,Doina Badea,, la festivalul-concurs al Teatrelor de Revista Fantasio-Constanța.
- 1994 - Premiul ,,Doina Badea,, - Cea mai bună Cântăreață - Fantasio
- 1994 - Premiul Special cu melodia ,,Rendez-vous,, Festivalul de la Mamaia - Comp. Dumitru Lupu - text Viorel Popescu.
- 1995 - Premiul Special cu melodia,, Sunt tristă fără tine,, Comp. Dumitru Lupu - text Florin Pretorian. - festivalul Mamaia.
- 1999 – Premiul Vedeta teatrului muzical Romanesc - revista ,,VEDETE,,
- 2005 - Diploma de excelență pentru contribuția deosebită la realizarea celei de-a V-a ediții a festivalului Național de Creație și interpretare Mamaia Copiilor.
- 2006 - Diploma de excelență și Trofeul TVR 50 - cu ocazia jubileului TVR, pentru rolul avut în istoria Televiziunii Române.

## Șlagăre
- „Ce mult te-am iubit” (muzica: Dumitru Lupu, versuri: Mala Bărbulescu)
- „Cine mi-a luat iubirea” (muzica Gheorghe E. Marian, versuri: Mala Bărbulescu)
- „Am trup de ceață” (muzica: Dumitru Lupu, versuri: Florea Burtan)
- „Ai venit prea târziu” (muzica: Dumitru Lupu, versuri: Mala Bărbulescu)
- „Iubește-mă așa cum te iubesc” (muzica: Dumitru Lupu, versuri: Viorela Filip)
- „Rendez-vous” (muzica: Dumitru Lupu, versuri: Viorel Popescu)
- „Îmi cânta marea” (muzica: Dumitru Lupu, versuri: Carmel Aldea-Vlad)
- „Marinar”
- „Valsul valurilor” (muzica: Dumitru Lupu, versuri: Viorel Popescu)
- „Vino să dansezi cu mine” (muzica: Dumitru Lupu, versuri: Florin Pretorian)
- „Dă-mi o sărutare”
- „Ești iubirea vieții mele” (muzica: Dumitru Lupu, versuri: Lidia Moldoveanu)

## Turnee
Turcia, Italia, Germania, Serbia, Bulgaria, Belgia, Franța, Austria

## Concerte
- 2009 - Turneu European „Astă seară dansăm în Familie” organizat de Centrul Național de Cinematografie România – alaturi de regizorul Geo Saizescu, actorul Eusebiu Ștefănescu și interpreta de muzică ușoară de la Chișinău Tatiana Heghea. Regizorul spectacolului Cornel Diaconu.
- 2010 - Concert de Paști „Șapte cântece creștine” La Muzeul de Artă Constantă alături de Orchestra Uniunii de Creație Interpretativă a Muzicienilor din România (UCIMR) - Dirijor Dumitru Lupu.
- 2011 - „Gala Ovo Music” - Sala Palatului București Trofeul „Ce mult te-am iubit” - Casa de Producție OVO MUSIC.

## Filme
S-a alăturat sutelor de copii din întreaga țară în filmele cu și pentru ei.
- 2004 – “Singuri de revelion”, regia Liviu Pojoni
- 2005 – ”Mulineta roșie”
- 2007 – ”Peștele verde”, regia Dumitru Cucu
- 2008 – “Trupa de show”
- 2009 – ”Dramaticus”
- 2011 – “Tabăra lui Dorobel”,  regia Dumitru Cucu
- 2012 – Iubire elenă, regia Geo Saizescu

## Discografie
- 1988 – Disc Electrorecord, „Ileana Șipoteanu – Ce mult te-am iubit”
- 1990 - "Ileana Șipoteanu/Puiu Năstase" - Electrecord
- 1992 – “Cântece Creștine”
- 1996 – “Ce mult te-am iubit”
- 1997 – “S-o luăm de la-nceput”
- 2000 – “Iubire Trădată”
- 2004 – “Refrene de Iubire” - Spiros Galați
- 2009 – ”The best of Dumitru Lupu” - OVO Music și Revista Felicia
- 2015 - "Romantică femeie" - Spiros Galați
- 2016 - Ce mult te-am iubit" - Taifasuri
- 2017 - "Ai venit prea târziu" - Eurostar

În lucru se afla un CD ce cuprinde cântece de iarnă și colinde.

## Diverse
- 1988 – Participă la câteva emisiuni de succes realizate de Tudor Vornicu și Titus Munteanu.
- 1992 – susține un recital extraordinar pe scena Festivalului de la Mamaia alături de Orchestra Teatrului Fantasio – dirijor Dumitru Lupu
- 2001 – 2005 Consilier artistic la Festivalul „MAMAIA COPIILOR”
- Din anul 2000 și până în prezent este solicitată în diferite jurii la festivalurile de muzică ușoară românească pentru copii și nu numai.
- Participări la diferite festivaluri internaționale alături de copiii de la Asociația ROLFILM

### Interviuri în diverse reviste
- „Viața ca un cântec de iubire”
- „Cheia succesului Ilenei Șipoteanu”
- „Piteștiul a fost orașul care m-a lansat”
- „Secretele iubirii împărtășite” – Revista Tango – 2012